# Ахья (посёлок)
А́хья (эст. Ahja) — посёлок в волости Пылва уезда Пылвамаа, Эстония. До административной реформы местных самоуправлений Эстонии 2017 года входил в состав волости Ахья (упразднена).

## География и описание
Расположен у шоссе Тарту—Ряпина, расстояние до Тарту — 34 км. Простирается вдоль дороги Расина рядом с деревней Ванамыйза на восток до реки Ахья. Высота над уровнем моря — 40 метров.
Климат умеренный. Официальный язык — эстонский. Почтовые индексы: 63710, 63794.

## Население
По данным переписи населения 2021 года, в Ахья насчитывалось 467 жителей, из них 459 (98,3 %) — эстонцы.
По данным переписи населения 2011 года, в посёлке проживали 507 человек, из них 494 (97,4 %) — эстонцы.
Численность населения посёлка Ахья:
| Год  | 2000 | 2005  | 2008  | 2011  | 2018  | 2019  | 2020  | 2021  |
| ---- | ---- | ----- | ----- | ----- | ----- | ----- | ----- | ----- |
| Чел. | 635  | ↘ 598 | ↘ 568 | ↘ 507 | ↘ 488 | ↗ 494 | ↘ 473 | ↘ 467 |

## История
В письменных источниках 1553 года упоминаются Agill и Ayell, 1556 года — Agill (мыза), 1582 года — Aya, 1584 года — Aya, Aia (мыза и деревня), 1591 года — Folwark Ahia, 1627 года — Ayas (мыза) и Aya kuella (деревня), 1755 года — Achja m, 1782 года — нем. Aya, эст.  Aia- ~ Ahja mois, 1796 года — Ayakülla.
На военно-топографических картах Российской империи (1846–1880 годы), в состав которой входила Лифляндская губерния, обозначена мыза: мз. Ая.
В средние века крестьянское поселение принадлежало мызе епископа Тяхтвере. В конце 16-го столетия Ахья превратилась в большую мызу, охватывавшую почти весь приход Вынну. Свои окончательные границы мыза приобрела после Северной войны, и к ней относилась одноимённая деревня. После земельной реформы, в 1920-х годах, на землях мызы возникло поселение Ахья, которое в 1977 году получило статус деревни. C 1945 до 1991 года деревня относилась к Ахьяскому сельсовету.

## Инфраструктура
В Ахья работают детский сад, основная школа имени Фридеберта Тугласа (число учеников в 2002/2003 учебном году — 200, в 2009/2010 учебном году — 122), центр семейных врачей, зубоврачебный кабинет, почтовое отделение, дом культуры, библиотека, продуктовый магазин, магазин строительных товаров и построенный в 2005 году спортхолл. C октября 2001 года действует Открытый молодёжный центр. В посёлке есть дом по уходу и дневной центр для пожилых людей и людей с особыми потребностями.
По состоянию на 2011 год центральным теплоснабжением, основанном на природном газе, были охвачены 6 квартирных товариществ, школа, детсад, библиотека, спортхолл, дом культуры и один частный дом.
В деревне работает производственный цех зарегистрированной в Выру компании Atria Eesti AS (дочерняя компания финского концерна Atria), производящий мясную продукцию под маркой «Wõro».

## Достопримечательности
- мыза Ая (Ахья)

Ахья была одной из самых могущественных мыз прихода Вынну —  одного из старейших приходов Эстонии. С 1725 года она принадлежала фон Коскулям. В 1740 году было построено нынешнее главное здание мызы. Затем она стала собственностью государства, и в 1743 году императрица Елизавета I подарила её вице-адмиралу Франсуа Гиймо де Вильбуа. Затем мыза опять сменила несколько собственников (фон Липгарт, фон Кнорринг и др.), и в 1821 году её приобрели фон Браши. Последним собственником мызы с 1903 года стал Эрнст фон Браш. В начале 20-го столетия здание было частично перестроено, главный вход по центру был закрыт полигональным павильоном в стиле модерн. С 1929 до 1997 года в господском доме работала школа. Здание сильно пострадало в пожаре 2007 года, в 2009 году была установлена новая крыша, которая оказалась неводостойкой, и которую волостная управа в 2017 году решила полностью переделать. Предполагалось, что в отреставрированном особняке будет, как и прежде, работать школа Ахья, однако в 2018 году работы по восстановлению здания зашли в тупик; при инспектировании 16 августа 2018 года оно по-прежнему находилось на реставрации. Главное здание, парк и ещё 7 объектов мызного комплекса внесены в Государственный регистр памятников культуры Эстонии;
- памятник на братской могиле погибших во Второй мировой войне[19]. Согласно протоколу сформированной в июне 2022 года рабочей группы по советским памятникам при Госканцелярии Эстонии памятник является «нейтральным» и демонтажу или изменению не подлежит[20];
- музей Фридеберта Тугласа в поселковой библиотеке.

## Известные уроженцы
В Ахья родился и жил известный эстонский писатель Фридеберт Туглас (1886—1971).

## Галерея
- Школа Ахья в 2018 году
- Главное здание мызы Ая (Ахья) в 2012 году
- Почтовое отделение и банковская контора (бывший амбар мызы Ая)
- Библиотека Ахья и музей Фридеберта Тугласа

## Комментарии
1. ↑  Эстонские топонимы, оканчивающиеся на -а (-я), в русском языке не склоняются[9], а род получают по родовому слову, например, деревне присваивается женский род, посёлку — мужской род, хотя в эстонском языке нет категории рода.